# Bolla Gábor
Bolla Gábor (1988. október 18.) magyar dzsesszzenész, tenorszaxofonos. Stílusára a bebop és a hard bop voltak hatással.

## Pályafutása
Cigány családban nőtt fel. Szülei zenéjén keresztül ismerte meg a dzsesszt. Tízéves korától klarinétozni tanult, majd szaxofonra váltott. Tizenkét évesen megnyerte magyar zeneiskolája háziversenyét.  
15. születésnapján, 2003. október 15-én alakította meg dzsessz-együttesét Bolla Gábor Quartet néven. Már 16 évesen, 2004-ben, elnyerte az osztrák Hans Koller díjat az Év Tehetsége kategóriába. Maloschik Róbert, a Magyar Állami Rádió munkatársa fedezte fel és népszerűsítette őt. Néhány hónappal később már a magyar dzsessz nagyjaival játszott, többek között a spanyolországi Bilbaoban, a Getxo Jazz Fesztiválon.
2004-ben már a Vienna Art Orchestra vendégszólistájaként dolgozott.
Debütáló albuma 2012-ben Find Your Way címen jelent meg az ACT Musica kiadónál.
Számos neves dzsessz-előadóval játszott együtt: Kirk Lightsey, Johnny Griffin, Jimmy Wormworth, Jojo Mayer, Stephane Belmondo, Jim Rotondi, Don Menza, illetve olyan együttesekkel, mint a Vienna Art Orchestra, vagy a Modern Art Orchestra. 
Bolla Gábor 2012 óta Koppenhágában, Dániában él. Legutóbbi hazai koncertjét a Bolla Gábor Quartettel 2018 nyarán adta.

## Lemezválogatás
- Gábor Bolla, Giorgos Antoniou, Bernd Reiter Remembering New York (Mons Records, 2010)
- Find Your Way (ACT, 2012, mit Lajos Sárközi, Robert Lakatos, Heiri Känzig, Jojo Mayer)
- Tony Lakatos, Rick Margitza, Gábor Bolla Gypsy Tenors (Skip, 2017)
- On the Move (Stunt Records, 2022, mit Robert Lakatos, Daniel Franck, Billy Drummond)

## Díjai, elismerései
- 2004: Hans Koller-díj – az Év Tehetsége kategória